# Uramya fasciata
Uramya fasciata är en tvåvingeart som först beskrevs av Macquart 1848.  Uramya fasciata ingår i släktet Uramya och familjen parasitflugor. Inga underarter finns listade i Catalogue of Life.